# Gliese 615
Gliese 615 is een oranje dwerg met een spectraalklasse van K3.V. De ster bevindt zich 44,35 lichtjaar van de zon.